# Simona Abbate
Simona Abbate (22 de agosto de 1983) é uma jogadora de polo aquático italiana.

## Carreira
Simona Abbate integrou o elenco da Seleção Italiana de Polo Aquático Feminino em Londres 2012, que foi sétima colocada.